# Camillo Felgen
Camillo Jean Nicolas Felgen (ur. 17 listopada 1920 w Tétange, zm. 16 lipca 2005 w Esch-sur-Alzette) – luksemburski piosenkarz, autor tekstów, prezenter radiowy i telewizyjny, dwukrotny reprezentant Luksemburga w Konkursie Piosenki Eurowizji: w 1960 i 1962 roku.

## Lata młodości
W młodości marzył o tym, by zostać nauczycielem. W 1946 został zatrudniony przez Radio Luxembourg jako prezenter (prowadzący swoje audycje w języku francuskim). W 1949 ukończył studia teatralno-operowe na konserwatorium muzycznym w Verviers.

## Kariera
W latach 1956-1958 pracował w Saarbrücken jako kierownik produkcji reklam, a następnie wrócił do Luksemburga, gdzie prowadził w RTL Télé Lëtzebuerg program „Hitparade”. Audycja stała się popularna w kraju, dzięki czemu Felgen został jednym z najpopularniejszych prezenterów radiowych w Luksemburgu lat 50. i 60. W latach 1965–1973 był prowadzącym teleturnieju „Spiel ohne Grenzen”. W 1966 przedstawiał wyniki głosowania Luksemburga podczas 11. Konkursu Piosenki Eurowizji.
W 1960 wystąpił w 5. Konkursie Piosenki Eurowizji z luksemburskojęzycznym utworem „So laang we’s du do bast”. Była to pierwsza eurowizyjna propozycja śpiewana w tym języku. Felgen zajął wówczas ostatnie, 13. miejsce z 1 punktem (od Włoch). W 1962 ponownie reprezentował Luksemburg na Eurowizji z francuskojęzyczną propozycją „Petit bonhomme”. Zakończył wtedy rywalizację na 3. pozycji z 11 punktami (3 od Belgii, Hiszpanii i Monako oraz 1 od Austrii i Szwajcarii). Napisał ponad 2000 utworów, dla takich wykonawców, jak np. Peter Alexander, czy Connie Francis. Jest także autorem niemieckich tekstów piosenek zespołu The Beatles „I Want to Hold Your Hand” („Komm gib mir deine Hand”) i „She Loves You” („Sie liebt dich”).

## Życie prywatne
Felgen był dwukrotnie żonaty. Z pierwszego małżeństwa miał dwóch synów. W 1986 poślubił Mariannę.
16 lipca 2005 roku zmarł w Esch-sur-Alzette w wieku 84 lat.